# Agoma agoma
Agoma agoma là một loài bướm đêm trong họ Noctuidae.